# 开发区街道 (文登区)
开发区街道，是中华人民共和国山東省威海市文登区下辖的一个乡镇级行政单位。

## 行政区划
开发区街道下辖以下地区：
九里水头社区、毕家疃社区、林家岭社区、于家产社区、赵家产社区、杨家产社区、林家泊社区、崖东头社区、崖子头社区、峰北社区、杜家泊社区、营西社区、梁家沟社区、双龙社区、东凤凰台社区、漩夼社区、止马岭社区、柏果树社区、单鲍产社区、柳家庄社区和金山社区。